# Castello di Landskron

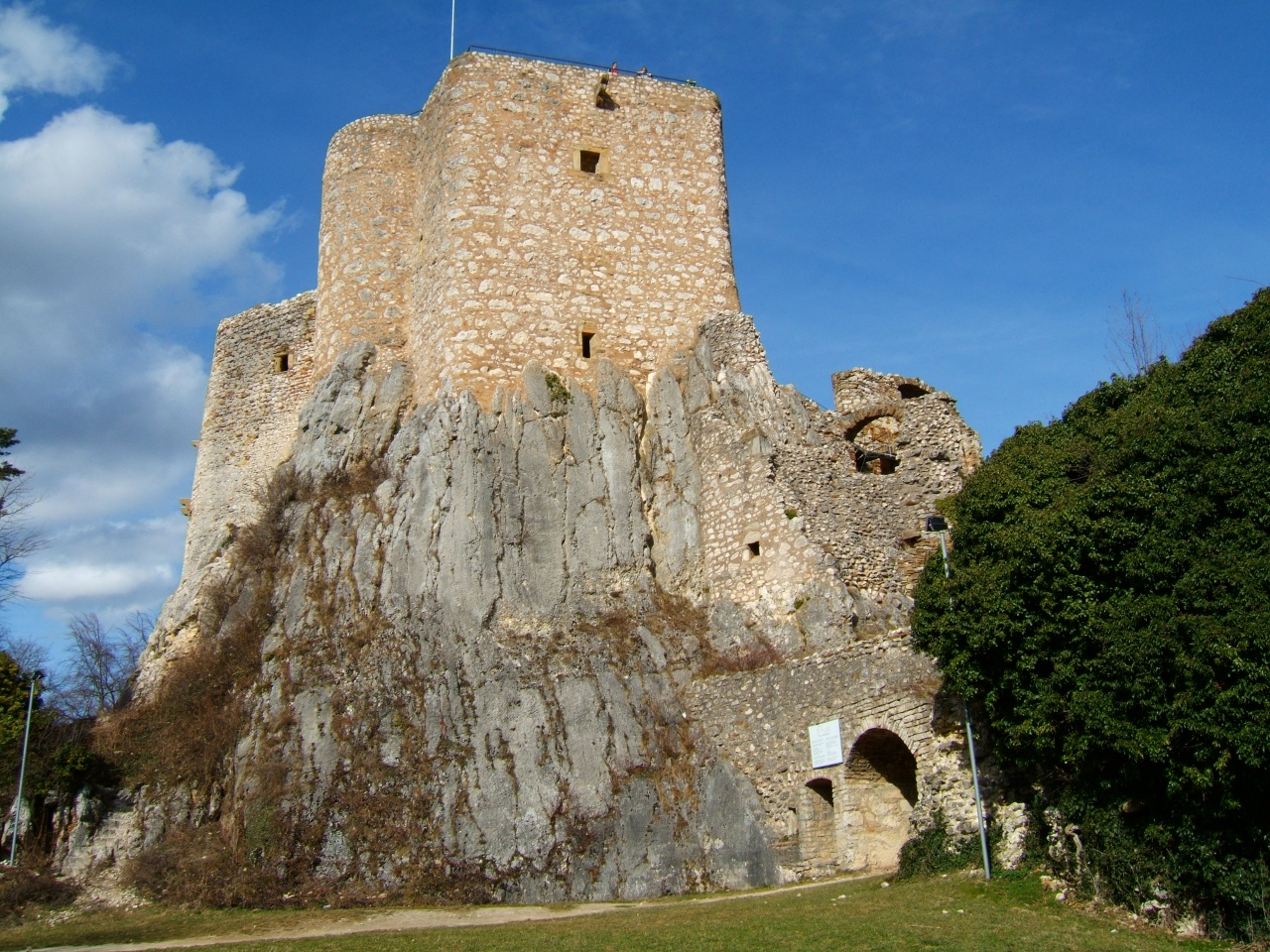
Mastio rettangolare del castello di Landskron

Il castello di Landskron è situato nella parte meridionale dell'Alsazia, nella Francia orientale, a poche centinaia di metri dalla Svizzera, nel comune di Leymen. Il villaggio situato a nord della rovina, Leymen, nel dipartimento dell'Alto Reno, si trova in Francia mentre Flüh, ai piedi sud-est della rovina, è in Svizzera.
Il castello fu costruito prima del 1297. Aveva una posizione strategica molto importante, in quanto permetteva il controllo del Sundgau orientale, del gomito del Reno e della città di Basilea. Sono state segnalate diverse controversie riguardanti la proprietà. Come il castello di Ferrette e il castello di Morimont, il castello di Landskron è stato per un certo periodo di proprietà degli Asburgo.
Nel 1462 il castello fu ceduto al signore del baliato di Lupfen, Sébastien de Reichenstein, che in seguito lo ampliò e lo trasformò per adattarlo alle armi da fuoco nel 1516. Questa famiglia possedeva anche il Castello di Reichenstein (Svizzera) e il Castello di Inzlingen (Germania). Nel 1648, con la Pace di Vestfalia che pose fine alla Guerra dei Trent'anni, le terre e le signorie degli Asburgo in Alsazia, compreso il castello di Landskron, passarono nelle mani del re di Francia. Dopo il 1665, Vauban fu incaricato di ricostruire il castello in una guarnigione militare, mentre molti altri castelli alsaziani furono abbandonati e gradualmente distrutti.
Nel 1690 fu utilizzato come prigione di stato. I pochi prigionieri, che furono rinchiusi lì fino alla Rivoluzione francese, erano prevalentemente prigionieri politici e malati di mente. Bernard Duvergez, cortigiano della corte francese, vi fu detenuto dal 1769 al 1790, quando fu scoperto dai rivoluzionari in cerca di prigionieri politici. È morto mentre aspettava che gli trovassero un posto migliore. È il soggetto di un romanzo locale, Il prigioniero di Landskron.
Il castello è sopravvissuto alla Rivoluzione, mentre le case dei ricchi a Leymen sono state bruciate. Il castello fu distrutto nel 1813 dagli eserciti austriaco e bavarese, che combattevano contro Napoleone Bonaparte.
Dopo quel periodo rimase in rovina. Negli anni '70, gli ex proprietari installarono una colonia di scimmie tra le rovine. Dal 1984 il castello appartiene all'Association pour la Sauvegarde du Château de Landskron (Associazione per la protezione del castello di Landskron) ed è stato in parte restaurato nel 1996. Sono previsti ulteriori lavori di restauro.
Una delle principali caratteristiche del castello è la sua grande torre rettangolare o mastio.
Il castello di Landskron è stato classificato come monumento storico dal Ministero della Cultura francese dal 1923.